# 新娘和魔王 ～王室的後宮是下克上～
《新娘和魔王 ～王室的後宮是下克上～》是Escu:de在2014年8月29日發售的模擬類型成人遊戲。

## 故事
在魔界由於繼承女王是需要懷上魔王的孩子為條件，三神慎九朗因此從人界被召喚到這裡，並且被迫成為四位繼承候補少女的隨從一起參加「王位繼承戰」。在每場繼承戰中獲勝的人能成為慎九朗的主人，而他則可以在兩人戰鬥之前選擇協住其中一人。慎九朗就這樣開始與四位少女開始展開同居生活。

## 角色

### 主要角色
三神慎九朗（聲優：とりぷるB）
本作的男主角。現任女王的兒子，擁有魔力的魔王。來到魔界後開始就讀當地的學府。
（聲優：海原エレナ）
身高：157cm，體重：48kg，三圍：B85（C）/W56/H89
吸血鬼族的大小姐，王位繼承候補人選。個性好勝強勢，有很強的自信心。
（聲優：望田あずき）
身高：160cm，體重：53kg，三圍：B89（E）/W58/H86
魅魔族的大小姐，王位繼承候補人選。很會照顧他人。對王位沒有很大興趣。
（聲優：上田朱音）
身高：146cm，體重：43kg，三圍：B71（AAA）/W52/H80
猫人族的王位繼承候補人選。個性天真浪漫，有強烈的好奇心。
九頭龍十子（聲優：夢野ぼたん）
身高：159cm，體重：54kg，三圍：B93（F）/W60/H85
龍人族的王位繼承候補人選。為了威嚴而假裝對人冷漠很少對話。

### 其他角色
（聲優：越雪光）
セリカ的隨從兼管家，她呼喚時能隨時出現。
（聲優：春山色葉）
ルシエラ的隨從兼女僕，很仰慕主人也因此敵視慎九朗。
（聲優：中家志穂）
ニア的雙胞胎妹妹兼隨從，個性內向卻對有關性方面的事情很清楚。
（聲優：早瀬ゃょぃ）
雖然是十子的隨從，但卻將她視為小弟並且別有居心。
（聲優：水霧けいと）
與慎九朗同年級的莉莉斯族女學生。成績優秀擅長做魔具。
（聲優：咲ゆたか）
出身孤兒院的狼人族少女。以打倒女王和繼承候補們成為「傳說」為目標。
（聲優：こんつ）
慎九朗的班級老師。

## 工作人員
- 原畫：白もち桜
- 劇本：にゃこ
- 音樂：TOY
- 程式：KIT
- 設計：はなたかれとも、蒼瀨
- 背景：スタジオちゅーりっぷ
- 影片：NIRAI-KANAI

## 主題曲
遊戲片頭曲「Baby Fantastic!」是由Kato.yoshihal擔任作詞，Taishi擔任作曲和編曲，主唱則是由ちよこ擔任。

## 外部連結
- 官方網站 （页面存档备份，存于）Escu:de（日語）